# 太陽的朋友！加油！心跳太陽車
《太陽的朋友！加油！心跳太陽車》（日語：太陽は友だち がんばれ!ソラえもん号），是一部哆啦A夢的并映電影，1993年3月6日公開。

## 概要
這部電影不是動畫片而是寫實的電影。由大雄、靜香解說。主要介紹了太陽能汽車「Soraemon號」。

## Soraemon號
Soraemon號是在本作品登场的一輛太陽能汽車，在2008年5月重新登場。
哆啦A夢與Soraemon號的不同： 
- 項圈和鈴鐺變成了揚聲器。
- 尾巴變成了照相機。

## 聲優
| 角色       | 配音員     |
| ---------- | ---------- |
| 大雄       | 小原乃梨子 |
| 靜香       | 野村道子   |
| Soraemon號 | 大山羨代   |